# Bernd Dießner
Bernd Dießner   (Aken (Elbe), 16 de març de 1946) és un atleta alemany, especialista en curses de mig fons i de fons, que va competir sota bandera de la República Democràtica Alemanya durant les dècades de 1960 i 1970.
El 1968 va prendre part en els Jocs Olímpics d'Estiu de Ciutat de Mèxic, on quedà eliminat en sèries en la cursa dels 5.000 metres del programa d'atletisme.
En el seu palmarès destaquen una medalla de bronze en la cursa dels 5.000 metres del Campionat d'Europa d'atletismede 1966 i una de plata en els 3.000 metres al Campionat d'Europa en pista coberta de 1968.
A nivell nacional es proclamà campió de la República Democràtica Alemanya dels 5.000 metres el 1968 i 1971. També va ser campió nacional en pista coberta dels 3.000 metres el 1968, 1969 i 1971.
Una vegada retirat va ser un reconegut entrenador. Entrenà, entre d'altres, a Ulrike Klapezynski-Bruns, Jens-Peter Herold, Jürgen Straub i Olaf Beyer.

## Millors marques
- 1.500 metres. 3'39.8" (1969)
- 5.000 metres. 13'31.02" (1972)[3][1]